# Alexander Owsejewitsch Waissenberg
Alexander Owsejewitsch Waissenberg (russisch Александр Овсеевич Вайсенберг; * 22. Augustjul. / 4. September 1916greg. in Slonim; † 10. Januar 1985 in Moskau) war ein sowjetischer Kernphysiker und Hochschullehrer.

## Leben
Waissenberg war der Sohn eines Pharmazeuten, der sich mit seiner Familie 1923 in Leningrad niederließ. Nach dem Besuch der Schule und des Elektrotechnik-Technikums begann Waissenberg 1935 das Studium an der Physik-Fakultät der Universität Leningrad, das er 1940 abschloss. Seit 1938 arbeitete er im Radon-Laboratorium des Leningrader Radiologischen Instituts. Während des Deutsch-Sowjetischen Krieges diente er 1941–1944 in der Roten Armee als Zugführer einer Schallortungseinheit.
1944 wurde Waissenberg als Spezialist für Kernphysik aus der Armee entlassen und an die Akademie der Wissenschaften der UdSSR (AN-SSSR) in Moskau geschickt. Dort arbeitete er im Institut für Physikalische Probleme (dem späteren Kapiza-Institut für Physikalische Probleme), im Lebedew-Institut für Physik und ab 1955 im Institut für Theoretische und Experimentelle Physik (ITEF) bis zu seinem Tode. Hier war er an der Gründung des Laboratoriums für Kernphysik-Fotoemulsionen beteiligt. Er baute ein Magnet-Spektrometer auf zur Untersuchung der kosmischen Strahlung. 1961 wurde er zum Doktor der physikalisch-mathematischen Wissenschaften promoviert. Sein Arbeitsschwerpunkt waren die Elementarteilchen, insbesondere die K-Mesonen, das My-Meson und die Pi-Mesonen. Er veröffentlichte ein Sammelwerk mit den experimentellen Daten des My-Mesons.
Neben seiner Forschungstätigkeit lehrte Waissenberg seit 1952 am Lehrstuhl für Physik der Wirtschaftsakademie Molotschnoje in Wologda und ab 1962 am Moskauer Institut für Physik und Technologie (bis 1970). 1975–1980 redigierte er die Abteilung für Physik der kosmischen Strahlung und Elementarteilchen der Referatezeitschrift Fisika.